# Gerardo Suero
Ángel Gerardo Suero Castillo (Santo Domingo, 20 aprile 1989) è un cestista dominicano.

## Carriera
Con la Rep. Dominicana ha disputato i Campionati americani del 2015.